# Tabliczka zaciskowa

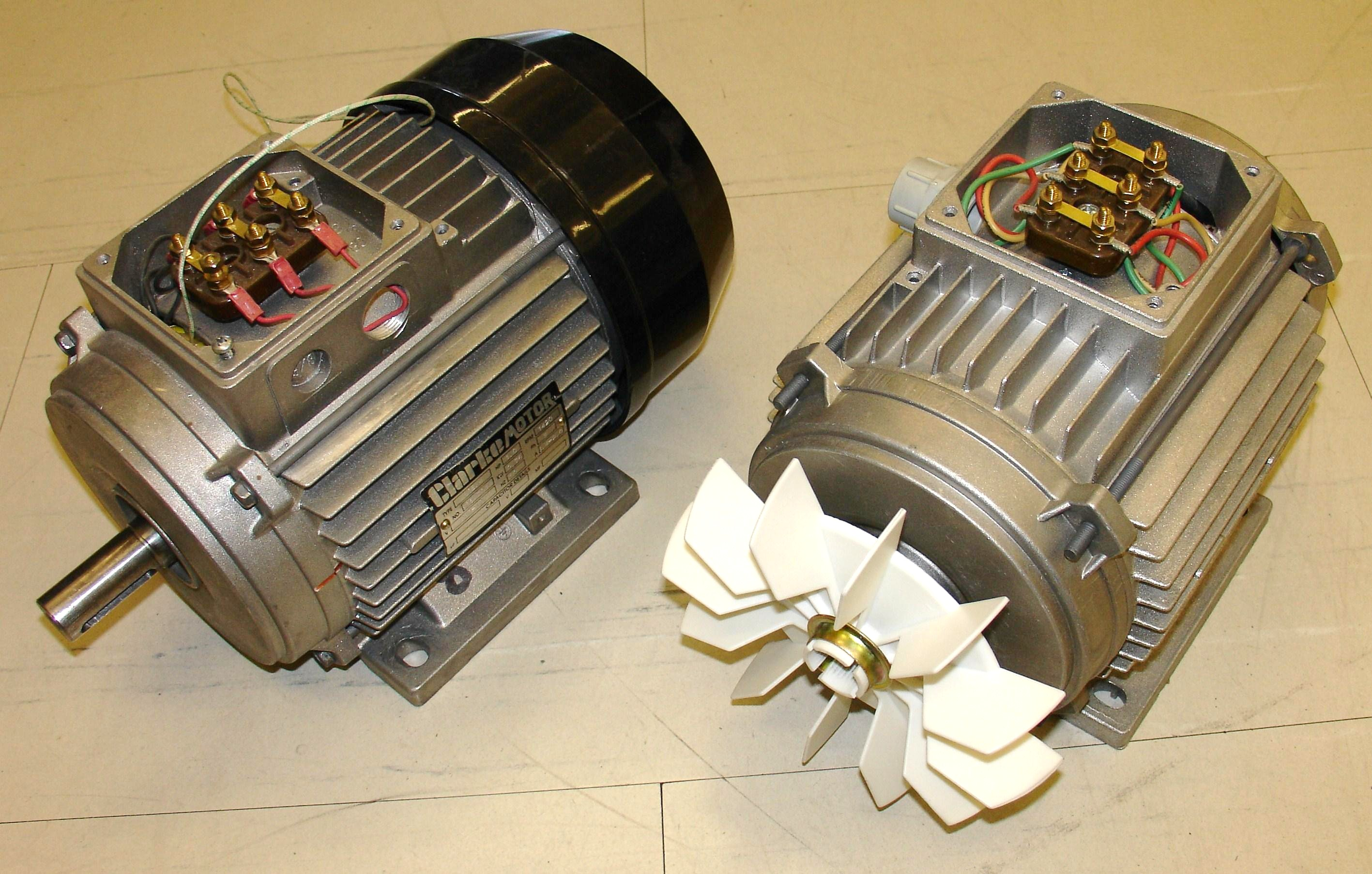
Silniki elektryczne z tabliczkami zaciskowymi (u góry silników)

Tabliczka zaciskowa – element urządzenia lub maszyny elektrycznej, który umożliwia jej podłączenie do zewnętrznego obwodu elektrycznego, np. zasilania.
Oprócz funkcji technicznej (jako element połączenia elektrycznego) tabliczka zaciskowa pełni również rolę informacyjną, ponieważ połączenia odpowiednich wyprowadzeń są często opisane na tabliczce. 

Połączenie końcówek uzwojeń silnika asynchronicznego w gwiazdę (z lewej) i w trójkąt (z prawej)

W przypadku konfigurowalnych trójfazowych silników klatkowych tabliczka zaciskowa ma sześć wyprowadzeń i odpowiednie zwarcie połączeń za pomocą specjalnych zwór pozwala na konfigurację uzwojeń silnika w trójkąt lub w gwiazdę. Odpowiednie informacje są często podane na tabliczce znamionowej urządzenia.
Tabliczek zaciskowych zazwyczaj nie stosuje się w urządzeniach przenośnych, które podłączane są poprzez odpowiednie wtyczki i gniazda.